# Corriente eléctrica estacionaria
Se denomina corriente eléctrica estacionaria a la corriente eléctrica que se produce en un conductor de forma que la densidad de carga ρ de cada punto del conductor es constante, es decir que se cumple que:

{\displaystyle {d{\rho } \over dt}=0}

Estas corrientes se producen de forma que la derivada parcial de la densidad de carga respecto al tiempo es cero en todos los puntos del conductor. Por tanto, para ellas la ecuación de continuidad toma la forma:

{\displaystyle \nabla \cdot {\vec {j}}=0}

Todas las corrientes eléctricas que se emplean para transportar energía, que son las de intensidad constante o corrientes continuas así como las lentamente variable con el tiempo, entre las que se incluyen las corrientes alternas de 50 o 60 Hz, son muy aproximadamente corrientes estacionarias.